# Stinson Reliant
O Stinson Reliant foi um popular monoplano monomotor de quatro a cinco assentos fabricado pela Stinson.

## Projeto e desenvolvimento
O Reliant é um monoplano de asa alta, com trem de pouso fixo, motorizado com uma grande variedade de motores radiais.
Um total de 1.327 Reliant de todos os tipos foram produzidos entre 1933 e 1941, em diferentes modelos, do SR-1 ao SR-10. O último modelo comercial, o SR-10, foi introduzido em 1938. Uma versão militarizada voou pela primeira vez em fevereiro de 1942 e permaneceu em produção com várias versões adicionais (todas externamente idênticas) até o final de 1943 para as forças armadas dos Estados Unidos e Reino unido.
A produção do Reliant pode ser dividida em dois tipos distintos - os Reliant com asa reta (todos os modelos até o SR-6) e os Reliant com asa tipo "gaivota" (todos os modelos a partir do SR-7, incluindo as versões militares V-77/AT-19). O primeiro tipo tinha uma asa de corda e espessura constantes, suportada por dois montantes em cada lado com suportes adicionais. Em contraste, o segundo tipo tinha a maior corda e espessura a meia envergadura da asa, com o bordo de fuga externo sendo muito angulado para frente, com um corte arredondado na raiz do bordo de ataque, toda suportada por um único montante.

## Histórico operacional

Um Stinson (Vultee) V-77

O Reliant foi usado pelas Forças Aéreas do Exército dos Estados Unidos na Segunda Guerra Mundial como aeronave utilitária, designada UC-81 e como avião de treinamento, designado AT-19. A Marinha Real Britânica e Força Aérea Real também usaram estas aeronaves em missões de transporte leve e comunicação. Após a guerra, foram vendidas para o mercado civil como Vultee V-77.
O V-77 é uma versão militar do SR-10 com um motor Lycoming R680-E3B de 300 hp, com uma única porta no lado esquerdo. A estrutura interna era significativamente diferente dos modelos comerciais e um contrapeso em forma de triângulo era adicionado ao leme.

## Variantes

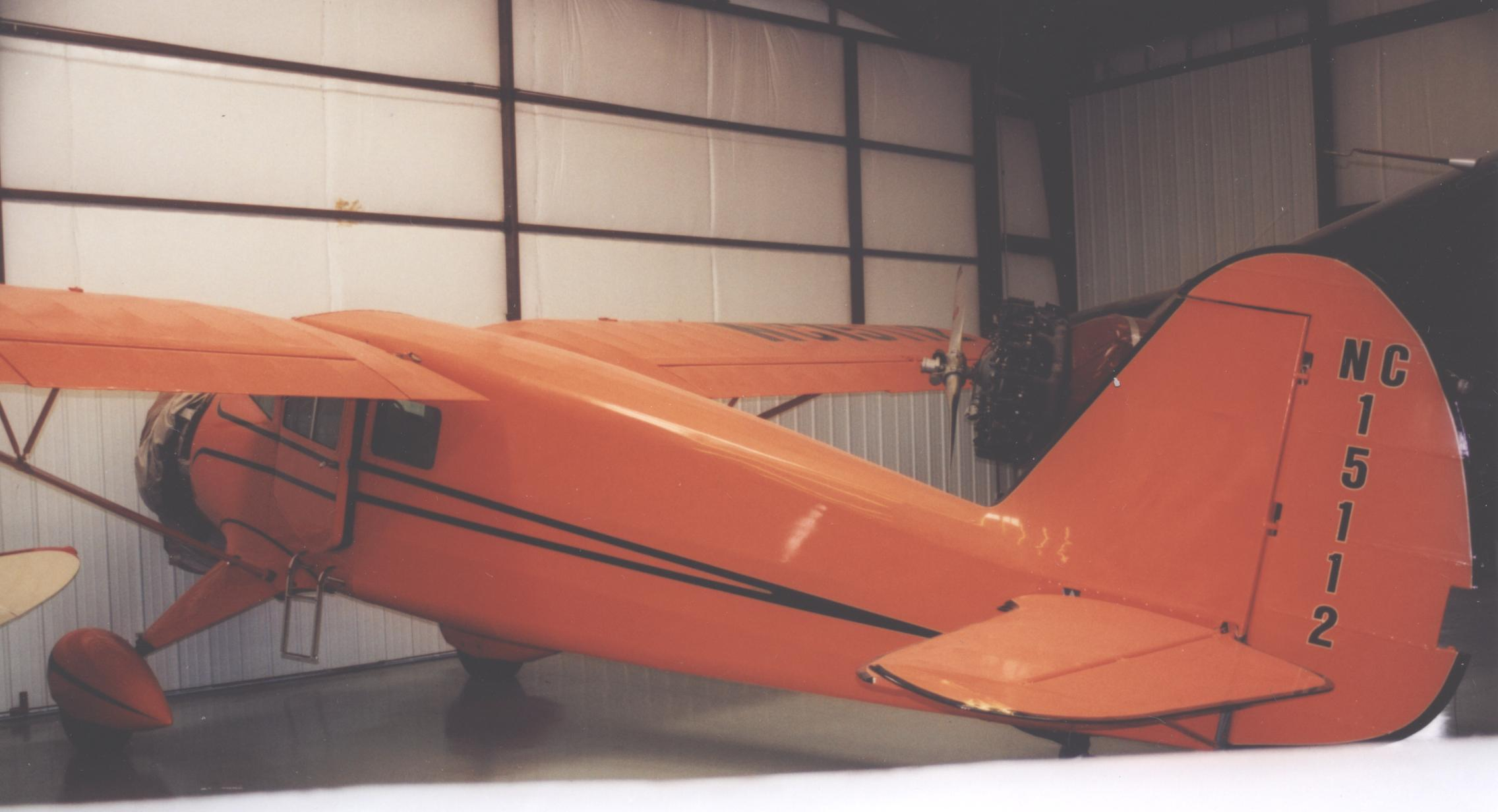
Um SR-6 Reliant no Museu de Restauração de Aeronaves Históricas em Dauster Field, Missouri, em 2006

O SR-10 Reliant foi produzido como avião terrestre, hidroavião e com esquis, nas seguintes configurações::
- Ambulância (duas macas)
- Carga/Ambulância
- Reboque de alvo
- Combate à incêndio
- Aerofotografia

### Variantes civis

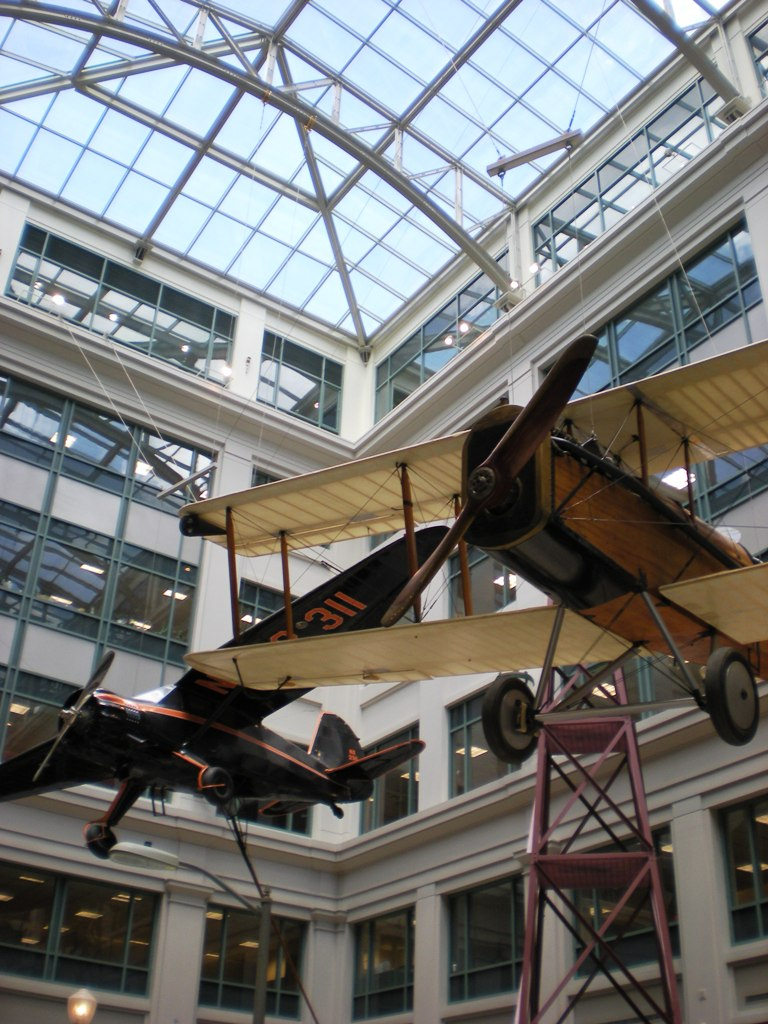
Um Stinson SR-10 Reliant (preto) e um De Havilland DH-4B (madeira) pendurados no Museu Postal Nacional em Washington, D.C.

SR ReliantMotorizado com um Lycoming R-680 de 215 hp (160 kW).
SR-1Motorizado com um  Lycoming R-680-2 de 240 hp (179 kW). Duas aeronaves construídas.
SR-2Motorizado com um Lycoming R-680-7 de 240 hp (179 kW).
SR-3Similar ao SR-1, mas com pequenas alterações estruturais.
SR-4Motorizado com um Wright R-760-E de 250 hp (186 kW).
SR-5Versão melhorada, motorizado com um Lycoming R-680-4 de 225 hp (168 kW).
SR-5AMotorizado com um Lycoming R-680-6 de 245 hp (183 kW).
SR-5BMotorizado com um Lycoming R-680-2 de 240 hp (179 kW).
SR-5CMotorizado com um Lycoming R-680-5 de 260 hp (194 kW).
SR-5EMotorizado com um Lycoming R-680-4 de 225 hp (168 kW).
SR-5FMotorizado com um Wright R-760-E de 250 hp (186 kW).
SR-6Cabine com quatro assentos, motorizado com um Lycoming R-680-6.
SR-6ACabine com quatro assentos, motorizado com um Lycoming R-680-4 de 225 hp (168 kW).
SR-6BCabine com quatro assentos, motorizado com um Lycoming R-680-5.
SR-7Primeiro da série com asa estilo "gaivota".
SR-7BCabine com quatro assentos, motorizado com um Lycoming R-680-B6. 47 aeronaves construídas.
SR-7CCabine com quatro assentos, motorizado com um Lycoming R-680-B5. Três aeronaves construídas.
SR-8ACabine com cinco assentos.
SR-8BCabine com cinco assentos, motorizado com um Lycoming R-680-B6.
SR-8CCabine com cinco assentos, motorizado com um Lycoming R-680-B5.
SR-8DCabine com cinco assentos, motorizado com um Wright R-760-E2.
SR-8DMVersão de transporte utilitário do SR-8D.
SR-8ECabine com cinco assentos, motorizado com um Wright R-760-E23 de 320 hp (239 kW).
SR-8DEVersão de transporte utilitário do SR-8E.
SR-9Série de 1937. Equipado com um parabrisas curvado, único desta série.
SR-9AVersão proposta com um motor Lycoming R-680-B4. Não construído.
SR-9BMotorizado com um Lycoming R-680-B6 engine de 245 hp (183 kW). 35 aeronaves construídas.
SR-9CMotorizado com um Lycoming R-680-B5 de 260 hp (194 kW). 65 aeronaves construídas.
SR-9DMotorizado com um Wright R-760-E1 de 285 hp (213 kW). 22 aeronaves construídas.
SR-9EMotorizado com um Wright R-760-E2 de 320 hp (239 kW). 43 aeronaves construídas.
SR-9FMotorizado com um Pratt & Whitney Wasp Junior de 450 hp (336 kW). 34 aeronaves construídas.

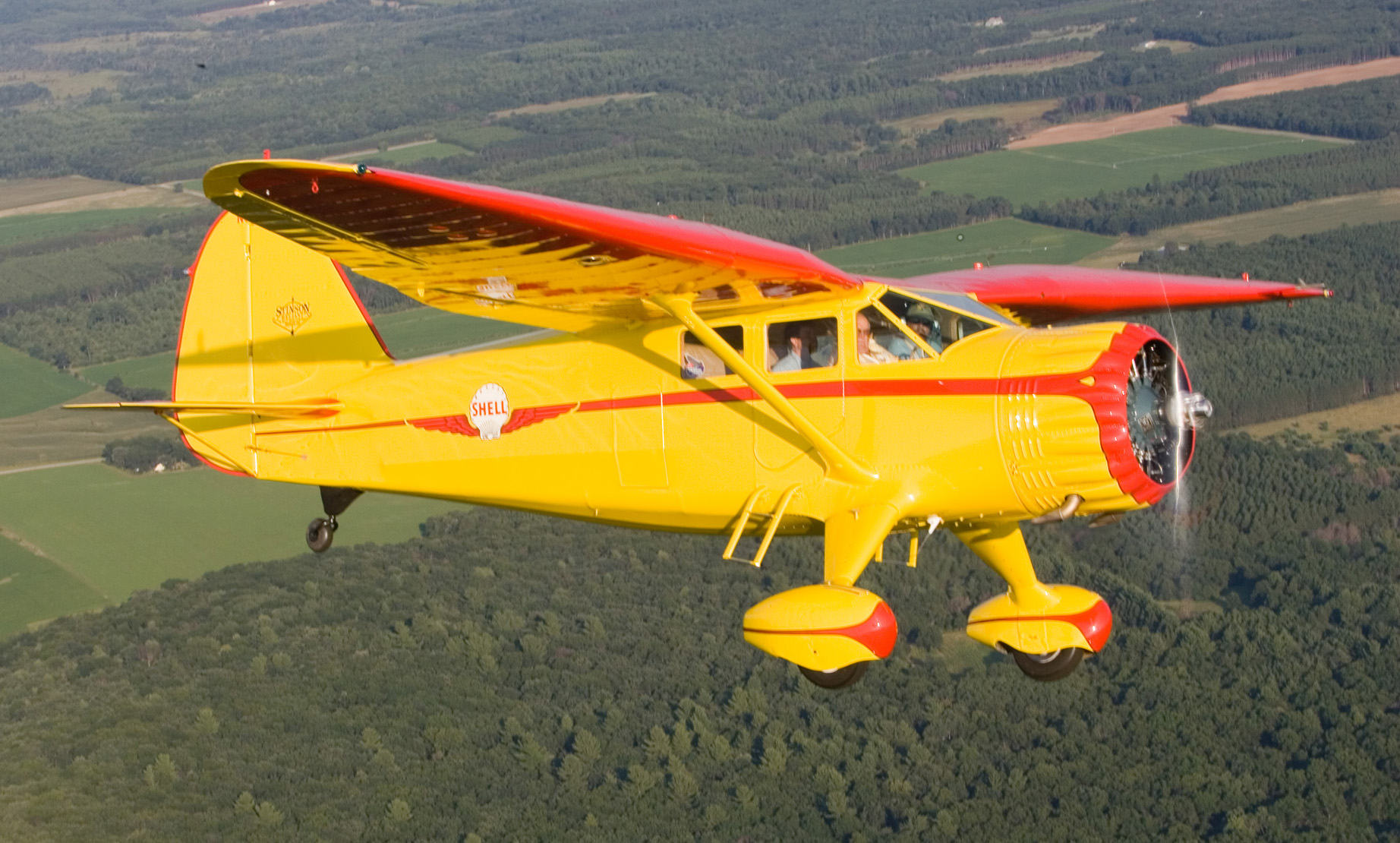
Stinson Reliant SR-10 de Jimmy Doolittle, restaurado

SR-10
SR-10BMotorizado com um Lycoming R-680-D6. Uma aeronave construída.
SR-10CMotorizado com um Lycoming R-680-D5. 46 aeronaves construídas.
SR-10DWright R-760E-1. 3 aeronaves construídas.
SR-10EMotorizado com um Wright R-760E-2. 21 aeronaves construídas.
SR-10FMotorizado com um Pratt & Whitney R-985 Wasp Junior SB. 18 aeronaves construídas.
SR-10GMotorizado com um Lycoming R-680-E1. 12 aeronaves construídas.
SR-10JLycoming R-680-E3 engine. 11 aeronaves construídas.
SR-10KWright R-760E-3. Duas aeronaves construídas.

### Variantes militares
AT-19
Designação da USAAF para uma versão de treinamento do UC-81 para a Marinha Real Britânica, sob o Lend-Lease como Reliant I. 500 aeronaves construídas.
AT-19A
Designação original do L-9A que era um Voyager, não um Reliant.
AT-19B
Designação original do L-9B que era um Voyager, não um Reliant.
AT-19C
Conversões do AT-19 para fotos aéreas para a USAAF. 51 aeronaves convertidas.
UC-81
Quatro SR.8Bs.
UC-81A
Dois SR.10Gs.
UC-81B
Um SR.8E.
UC-81C
Três SR.9Cs.
XC-81D
Um SR.10F civil operado pelas forças armadas para o desenvolvimento de técnicas para atracar planadores.
UC-81E
Quatro SR.9Fs.
UC-81F
Sete SR.10Fs.
UC-81G
Três SR.9Ds.
UC-81H
Um SR.10E.
UC-81J
Nove SR.9Es.
UC-81K
Cinco SR.10Cs.
UC-81L
Dois SR.8Cs.
UC-81M
Um SR.9EM.
UC-81N
Dois SR.9Bs.
L-12
Dois SR.5As em serviço durante a Segunda Guerra Mundial.
L-12A
Dois SR.7Bs em serviço durante a Segunda Guerra Mundial.
RQ-1
Um SR-5 Reliant foi adquirido pela Guarda Costeira dos Estados Unidos em 1935, posteriormente redesignado XR3Q-1 e descomissionado em 1941.
XR3Q-1
Um SR-5 Reliant adquirido pela Marinha dos Estados Unidos em 1935.
Reliant I
500 Reliant foram entregues à Marinha Real Britânica sob o Lend-Lease. Os Reliant foram usados para missões de transporte leve, comunicações e treinamento de rádio e navegação.

## Operadores

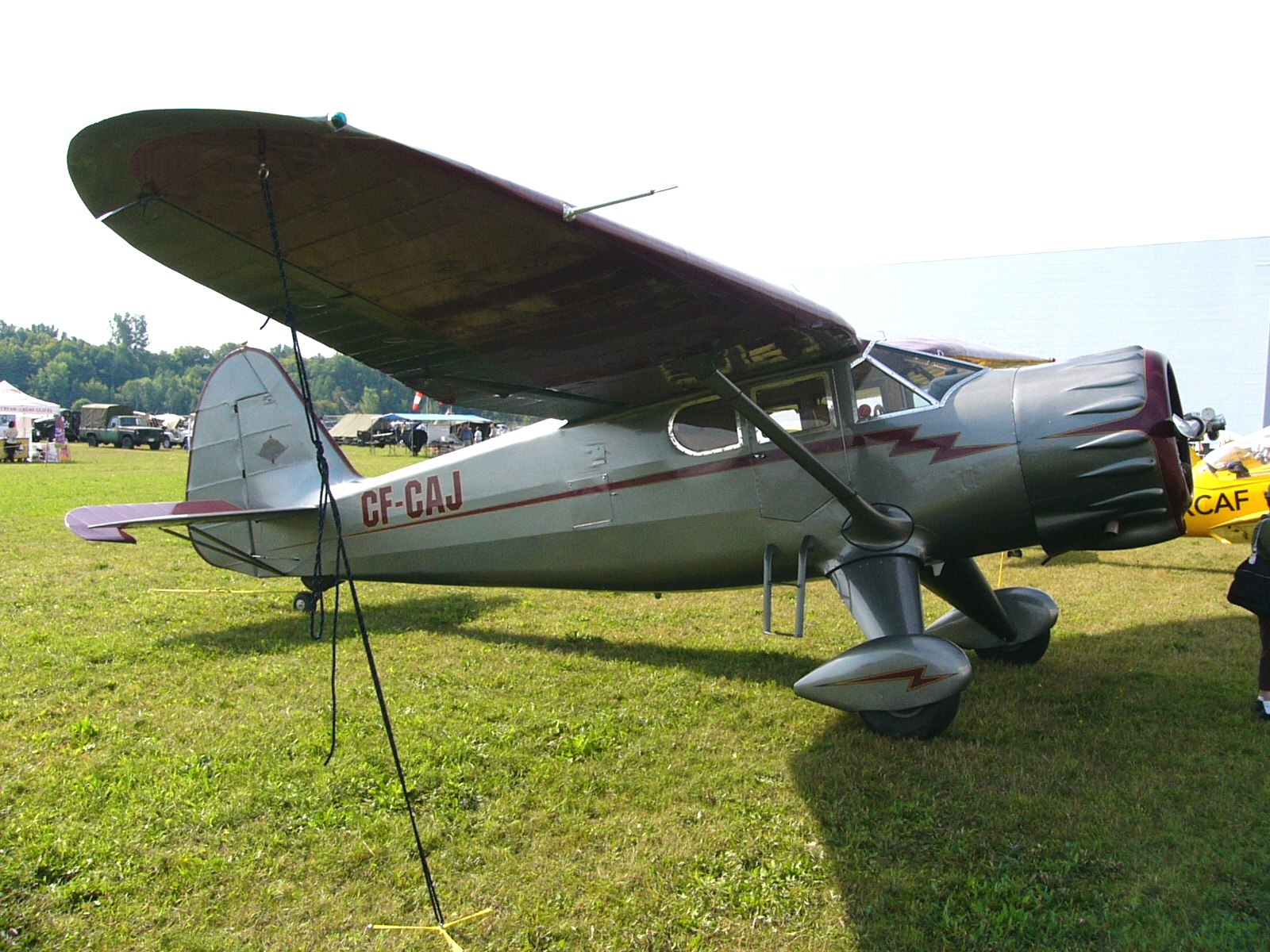
Stinson V77 Reliant

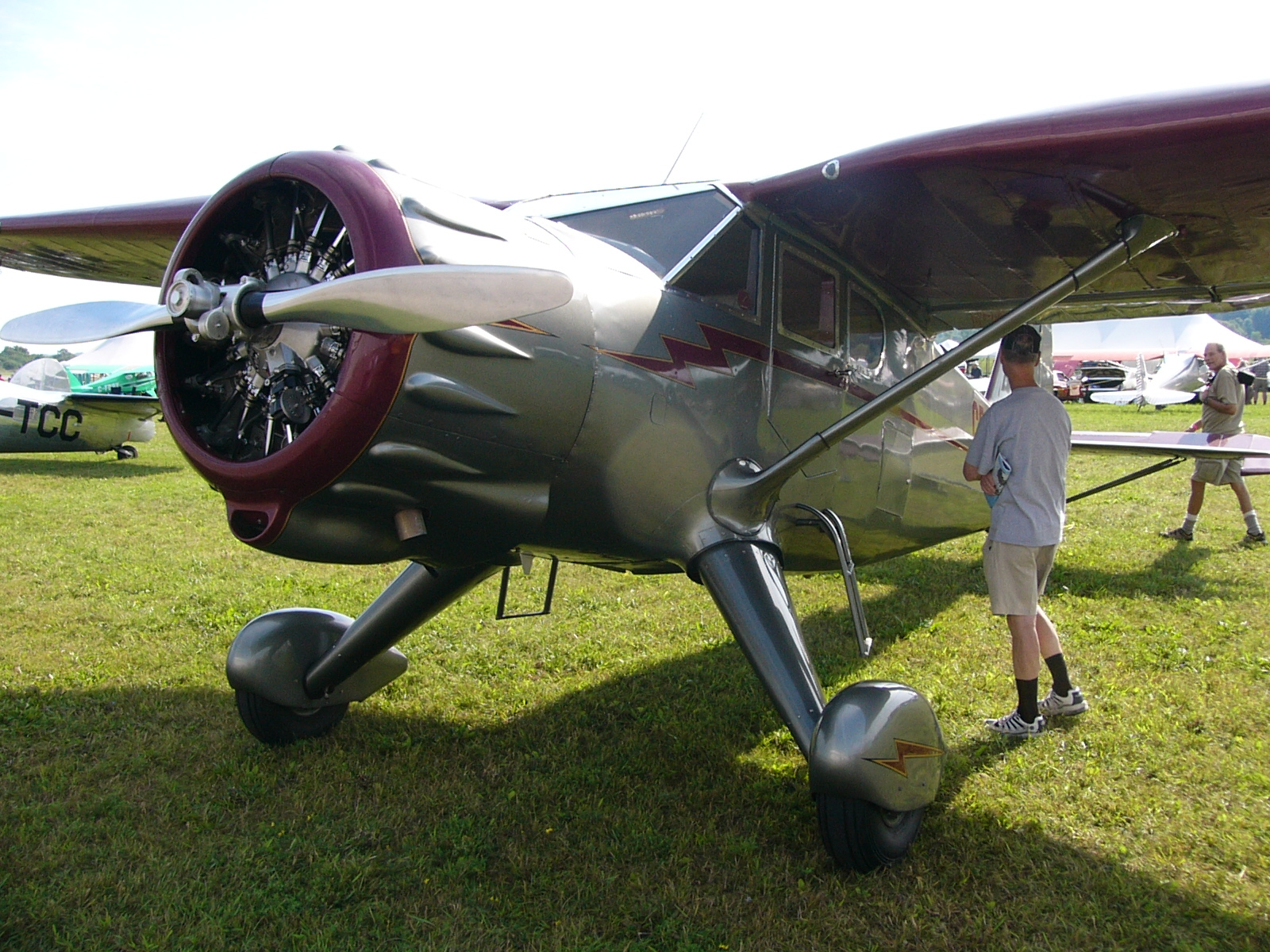
Stinson V77 Reliant

### Operadores militares
Argentina
- Marinha Argentina[1]

 Austrália
- Real Força Aérea Australiana – 1[15]

 Reino Unido
- Força Aérea Real
  - 510º Esquadrão da RAF[16]
- Fleet Air Arm

 Uruguai
- Força Aérea Uruguaia

 Estados Unidos
- Forças Aéreas do Exército dos Estados Unidos – Um total de 47 Reliant utilizados durante a Segunda Guerra Mundial[17]
- Guarda Costeira dos Estados Unidos[13]
- Marinha dos Estados Unidos[1]

### Operadores Civis
Brasil
- Aerolloyd Iguassu
- Aerovias Minas Gerais
- NAB – Navegação Aérea Brasileira

 El Salvador
- Grupo TACA

 México
- Aeronaves de México – o Reliant foi o primeiro avião usado pela Aeronaves, que posteriormente se tornaria a maior empresa aérea do México, Aeroméxico, em seu serviço inicial entre México e Acapulco em 14 de setembro de 1934[18]

 Noruega
- Widerøe

 Paraguai
- Líneas Aéreas de Transporte Nacional (LATN)

 Estados Unidos
- Northwest Airways